# Peunimpun
Peunimpun är en kulle i Indonesien.   Den ligger i provinsen Aceh, i den västra delen av landet, 1 900 km nordväst om huvudstaden Jakarta. Toppen på Peunimpun är 61 meter över havet. Peunimpun ligger på ön Pulau We.
Terrängen runt Peunimpun är kuperad åt sydväst, men österut är den platt. Havet är nära Peunimpun åt nordväst. Närmaste större samhälle är Sabang, 0,34 km öster om Peunimpun. I omgivningarna runt Peunimpun växer i huvudsak städsegrön lövskog.